# AC Arles-Avignon
AC Arles-Avignon este un club de fotbal din Avignon, Franța, care evoluează în Ligue 2.

## Lotul sezonului 2009-2010
| Nr. |                  | Poziție | Jucător                                  |
| --- | ---------------- | ------- | ---------------------------------------- |
| 2   | Coasta de Fildeș | F       | Bakary Soro                              |
| 3   | Franța           | F       | Romain Elie                              |
| 4   | Franța           | F       | Jean-Charles Cirilli                     |
| 5   | Franța           | F       | Ludovic Liron                            |
| 6   | Franța           | F       | Romain Raynaud                           |
| 7   | Franța           | A       | Benjamin Psaume                          |
| 8   | Franța           | M       | Sébastien Piocelle                       |
| 9   | Franța           | A       | Maurice Dalé                             |
| 10  | Ghana            | A       | André Ayew                               |
| 12  | Senegal          | M       | Deme N'Diaye                             |
| 13  | Franța           | F       | Benjamin Oliveras                        |
| 14  | Franța           | M       | Ali Mathlouthi (on loan from Strasbourg) |
| 16  | Franța           | P       | Cyrille Merville                         |

| Nr. |           | Poziție | Jucător                    |
| --- | --------- | ------- | -------------------------- |
| 17  | Franța    | M       | Thomas Ayasse              |
| 18  | Franța    | F       | Matthieu Sans              |
| 19  | Guineea   | A       | Kaba Diawara               |
| 21  | Franța    | M       | Driss Himmes               |
| 22  | Martinica | M       | Gaël Germany               |
| 23  | Franța    | F       | Marvin Esor                |
| 24  | Franța    | M       | Emmanuel Corrèze (captain) |
| 27  | Franța    | M       | Nicolas Hislen             |
| 28  | Franța    | F       | Jean-Christophe Vergerolle |
| 30  | Franța    | P       | Yann Hubert                |
| 33  | Franța    | M       | Rachid Aliaoui             |
| —   | România   | M       | Mihăiță Pleșan             |

## Palmares
- DH South-East Group Campioana: 1954, 1965